# Рудольф Леманн (офіцер СС)
Рудольф Леманн (нім. Rudolf Lehmann; 30 січня 1914, Гайдельберг — 13 вересня 1983, Еттлінген) — німецький офіцер Ваффен-СС, штандартенфюрер СС, кавалер Лицарського хреста Залізного хреста з Дубовим листям.

## Ранні роки
В 30-х роках вступив в НСДАП (партійний квиток № 3 143 188) і СС (службове посвідчення № 111 883). 11 травня 1933 року зарахований до Лейбштандарту СС «Адольф Гітлер». У 1936 році закінчив юнкерське училище СС в Бад-Тельці. З 1936 року командував взводом, ротою в штандарті СС «Германія».

## Друга світова війна
Рудольф Леманн взяв участь в Польській, Французькій, Балканській кампаніях і в боях на Східному фронті. У 1940 році переведений в штаб полку СС «Лейбштандарт СС Адольф Гітлер». У 1941 році закінчив курси офіцерів Генштабу.
З 1 липня 1942 року був начальником оперативного відділу дивізії СС «Лейбштандарт СС Адольф Гітлер». З жовтня 1944 року був начальником штабу I танкового корпусу СС «Лейбштандарт СС Адольф Гітлер». З 9 березня по 13 квітня 1945 року командував 2-ю танковою дивізією СС «Дас Райх». У травні 1945 року здався американцям.

## Життя після війни
До 1948 року перебував в американському полоні. Після звільнення жив у Західній Німеччині.

## Звання
- Оберштурмбаннфюрер СС (30 січня 1944)
- Штандартенфюрер СС (30 січня 1945)

## Нагороди
- Почесна шпага рейхсфюрера СС
- Кільце «Мертва голова»
- Залізний хрест (1939)
  - 2-го класу (15 листопада 1939)
  - 1-го класу (29 травня 1940)
- Штурмовий піхотний знак в бронзі (1941)
- Медаль «За вислугу років у СС» 4-го і 3-го (1941) ступеня (8 років)
- Медаль «За зимову кампанію на Сході 1941/42» (28 серпня 1942)
- Німецький хрест в золоті (1 листопада 1943) як штурмбаннфюрер СС і начальник оперативного відділу 1-ї танкової дивізії СС «Лейбштандарт СС Адольф Гітлер»
- Лицарський хрест Залізного хреста з Дубовим листям
  - Лицарський хрест (23 лютого 1944) як оберштурмбаннфюрер СС і начальник оперативного відділу 1-ї танкової дивізії СС «Лейбштандарт СС Адольф Гітлер»
  - Дубове листя (№ 862) (6 травня 1945) як штандартенфюрер СС і командир 2-ї танкової дивізії СС «Дас Райх»
- Відзначений у Вермахтберіхт (13 березня 1944)
- Нагрудний знак «За поранення» в сріблі (2 жовтня 1944)